# Костряковка
Костряко́вка (каз. Костряков) — село у складі Федоровського району Костанайської області Казахстану. Адміністративний центр Костряковського сільського округу.
Населення — 1062 особи (2021; 1108 у 2009, 1252 у 1999, 1357 у 1989).